# Eksi Ekso
Eksi Ekso ist eine US-amerikanische Rockband aus Boston, Massachusetts, die im Jahr 2003 unter dem Namen On Fire gegründet wurde.

## Geschichte
Die Band wurde im Jahr 2003 unter dem Namen On Fire gegründet. Im Jahr 2006 verließen der Gitarrist Josh Megyessy, die Cellistin Dana Feder, der Keyboarder Alexander Myniatis und der Schlagzeuger Mike Ushinski die Besetzung. Zu den verbliebenen Mitgliedern Nate Shumaker (Gesang, E-Gitarre) und Tom Korkidis (Gesang, E-Bass, Keyboard, Samples) kamen schließlich neue Mitglieder hinzu: Sean Will (Flügelhorn, Trompete, Keyboard, Samples), Clara Kebabian (Gesang, Oboe, Violine), Beth Holub (Bratsche) und Alex Mihm (Schlagzeug). Im Jahr 2008 entschied sich die Band für eine Umbenennung in Eksi Ekso. Im Sommer desselben Jahres erschien über Magic Bullet Records das Debütalbum I Am Your Bastard Wings. Im Jahr 2011 folgte das zweite Album Brown Shark Red Lion, worauf die Band mittlerweile auf ein Trio, bestehend aus Mihm, Will und Korkidis, zusammengeschrumpft war. Bereits Anfang 2011 begann die Band mit den Arbeiten zu ihrem dritten Album, wobei dies das zweite Album sein sollte, bei dem die Gruppe nur noch ein Trio war. Der Tonträger erschien im Jahr 2013 unter dem Namen Archfiend und wurde im North Carolina Studio unter der Leitung von Scott Solter aufgenommen. Auf dem Album ist Jacob Cole als neuer Schlagzeuger vertreten.

## Stil
Laut der Bandwebsite eksiekso.com wurde die Band durch das Buch Der Teufel von Chicago von Erik Larson dazu inspiriert den Serienmörder H. H. Holmes auf ihrem Album. Laut Ned Raggett von Allmusic spielt die Band auf Brown Shark Red Lion experimentellen Rock. Die Lieder würden sich nicht auf Riffs konzentrieren, sondern auf die weiteren Instrumente, wie etwa das Piano. Laut Mischa Pearlman von altpress.com ist die Musik, die er als experimentellen Rock beschrieb, auf dem Album nach wie vor komplex, obwohl die Band ihre Mitgliederzahl halbiert habe. Lieder wie Kills of the Flood Tide seien eine Mischung aus orchestralem Pop und symphonischem Post-Rock.

## Diskografie
- 2008: I Am Your Bastard Wings (Album, Magic Bullet Records)
- 2010: Kills Of The Flood Tide / Bellows To Brass Lens (Single, The Mylene Sheath Records)
- 2011: Brown Shark Red Lion (Album, The Mylene Sheath Records)
- 2013: Archfiend (Album, Retroversal Music)